# Tollense
Tollense (polsky dříve též Dołęża, Dolenica či Tolęża / Tołęża) je řeka v německé spolkové zemi Meklenbursko-Přední Pomořansko, která je pravostranným přítokem Pěny. Od svého ústí, které se nachází u města Demmin, měří 68 km po výtok z jezera Tollensesee a 96 km po pramen nejvzdálenější zdrojnice. Řeka protéká mělkým ledovcovým údolím, vytváří četné meandry a kvůli množství jezů není splavná, je však často využívána rekreačními vodáky. Největším městem na řece je Neubrandenburg.

## Historické okolnosti
Ve středověku žili v povodí řeky slovanští Dolenčané, kteří patřili do svazu Luticů. Původní název Dolenica je odvozen od slova „dolina“. Zachovala se zřícenina hradu Conerowa ze 13. století.
V roce 1996 bylo na březích řeky nedaleko Burowa nalezeno množství lidských koster z doby bronzové. Šlo vesměs o mladé zdravé muže, kteří zemřeli na zranění způsobená kyji, sekyrami a šípy, objeveny byly i pozůstatky koní. Vysvětlením nálezu je velká bitva, k níž v mokřadech u Tollense došlo ve 14. století př. n. l. nebo 13. století př. n. l. Předpokládá se, že se jí zúčastnily tisíce bojovníků, z nichž někteří přišli na základě analýzy zbraní až z území dnešních Čech. Z toho vědci vyvozují, že srážka u Tollense byla součástí rozsáhlého konfliktu, v němž byli využíváni i profesionální vojáci, což výrazně mění představy o tehdejších poměrech ve střední Evropě.